# گوهونسان
گوهونسان (به لاتین: Goheonsan) یک کوه در کره جنوبی است که در کره جنوبی واقع شده‌است. گوهونسان ۱٬۰۳۲ متر بالاتر از سطح دریا واقع شده‌است.